# Melissa Joan Hart
Melissa Joan Hart (Smithtown, 18 aprile 1976) è un'attrice e regista statunitense.
Vicepresidente della Hartbreak Films, fondata da sua madre Paula, è conosciuta principalmente per i suoi ruoli da protagonista nelle serie TV Sabrina, vita da strega, Clarissa e Melissa & Joey.

## Biografia
Nasce a Long Island, da Paula e William Hart, e cresce a Sayville, New York. I genitori divorziano nel 1994; il suo patrigno è un produttore televisivo. Ha tre sorelle, tre sorellastre e un fratello, tutti più giovani di lei. Molti di loro recitano o hanno recitato. La sua carriera comincia molto presto: a tre anni partecipa alla pubblicità di un giocattolo. Da quel momento appare regolarmente in molte pubblicità arrivando a 25 prima di compiere 5 anni. Ottiene piccoli ruoli in alcune serie TV o in film per la TV (Kane & Abel nel 1985, The Equalizer e Christmas Snow nel 1986).

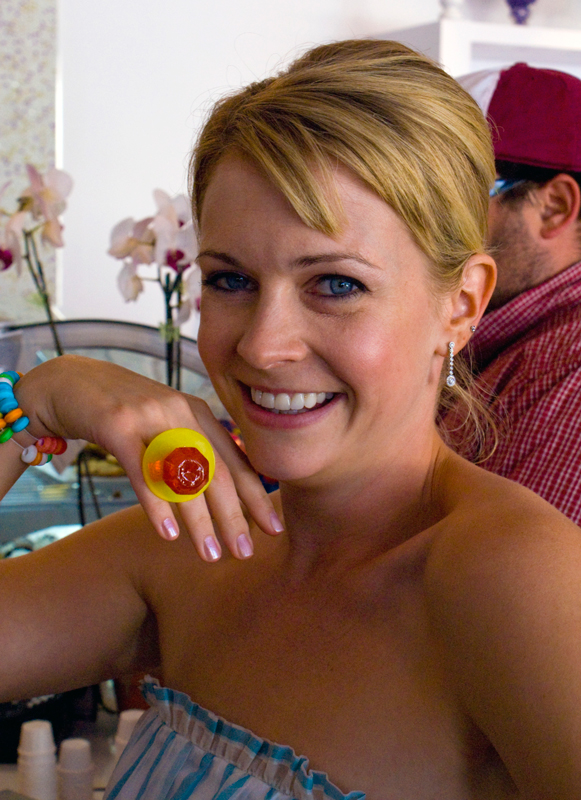
Melissa Joan Hart

Nel 1989 fa un'audizione per la produzione di Broadway di The Crucible con Martin Sheen. Ottiene la parte. Questo le apre la strada per la serie TV Clarissa Explains It All, sulla rete Nickelodeon, una commedia sulla vita quotidiana di una ragazzina. La serie va in onda per quattro anni, Melissa diventa una celebrità nel mondo giovanile e vince tre volte di seguito il Young Artist Award. Come Clarissa, protagonista della serie, Melissa registra due album: This is What 'Na Na' Means e Peter and the Wolf. Il primo è un album rock/pop con stile garage e non ottiene molto successo, mentre il secondo vince il Parents' Choice Award.
Dopo che la serie viene cancellata, Melissa frequenta la New York University, ma non consegue la laurea, dato che ritorna a recitare nel 1995, quando ottiene il ruolo da protagonista per il film per la televisione Sabrina, Vita da Strega, seguita dall'omonima serie TV (nella versione originale il titolo è  Sabrina, the Teenage Witch, "Sabrina, la strega adolescente") che va in onda per sette stagioni. Al contempo partecipa come ospite alla serie Touched by an Angel e a molti film per la televisione.
Nel 1998, recita in una piccola parte nel film Giovani, pazzi e svitati e gira la commedia Drive Me Crazy con Adrian Grenier. Melissa chiede all'amica Britney Spears di fare un remix della sua canzone (You Drive Me) Crazy e di aggiungerla alla colonna sonora del film. Partecipa inoltre al video della canzone. Il film ha comunque poco successo. Anche gli altri film a cui ha preso parte ottengono un successo moderato e non ricevono riconoscimenti o premi.
Melissa appare, sul numero dell'ottobre 1999 della rivista per uomini Maxim, in una serie di scatti in cui indossa soltanto biancheria intima. L'emittente ABC, su cui va in onda Sabrina, vita da strega, le chiede di scusarsi pubblicamente, minacciandola di licenziarla: il pubblico della serie, infatti, è costituito da bambini e pre-adolescenti e l'articolo avrebbe danneggiato l'immagine dello show. L'attrice, tuttavia, non si scusa né viene licenziata.
Nel 2005 dirige il suo primo film, un cortometraggio di 15 minuti intitolato Mute in cui appare sua sorella Emily. Melissa aveva già diretto molti episodi del telefilm Sabrina, vita da strega. Prende parte al film Il mio finto fidanzato nel 2009 come personaggio principale. Nel 2010 viene scelta per un ruolo da protagonista interpretando Melissa (detta "Mel") nella serie televisiva Melissa & Joey, terminata nel 2015. Successivamente dirige i film Santa Con e Il mistero di Aylwood House. Nel 2018 recita  in Un Natale molto bizzarro.

## Vita privata
Il 19 luglio 2003 si sposa con il musicista Mark Wilkerson, membro del gruppo Course of Nature. La preparazione della cerimonia, che si svolge a Firenze, viene documentata in una miniserie per la TV intitolata Tying the Knot, prodotta dalla compagnia di produzione della Hart, la Hartbreak Films.
L'11 gennaio 2006 nasce il suo primo figlio, Mason Walter; il 12 marzo 2008 nasce il secondogenito Braydon; il 18 settembre 2012 nasce il terzo figlio, Tucker Wilkerson.
Melissa Joan Hart è una sostenitrice del Partito Repubblicano.

## Filmografia parziale

### Attrice

#### Cinema
- Giovani, pazzi e svitati (Can't Hardly Wait), regia di Harry Elfont e Deborah Kaplan (1998) - non accreditata
- Drive Me Crazy, regia di John Schultz (1999)
- The Specials, regia di Craig Mazin (2000)
- Non è un'altra stupida commedia americana (Not Another Teen Movie), regia di Joel Gallen (2001) - non accreditata
- Backflash - Doppio gioco (Backflash), regia di Philip J. Jones (2002)
- Hold On, regia di Glen Ripps – cortometraggio (2002)
- Jesus, Mary and Joey, regia di James Quattrochi (2006)
- Nine Dead, regia di Chris Shadley (2009)
- Satin, regia di Christopher Olness (2011)
- Santa Con, regia di Melissa Joan Hart (2014)
- God's Not Dead 2, regia di Harold Cronk (2016)

#### Televisione
- Caino e Abele (Kane & Abel), regia di Buzz Kulik – miniserie TV (1985)
- ABC Weekend Specials – serie TV, episodio 9x01 (1985)
- Un giustiziere a New York (The Equalizer) – serie TV, episodio 1x17 (1986)
- Christmas Snow, regia di Gus Trikonis – film TV (1986)
- Clarissa (Clarissa Explains It All) – serie TV, 65 episodi (1991-1994)
- Hai paura del buio? (Are You Afraid of the Dark?) – serie TV, episodio 2x08 (1993)
- Il tocco di un angelo (Touched By An Angel) – serie TV, episodio 2x05 (1995)
- Una folle riunione di famiglia (Family Reunion: A Relative Nightmare), regia di Neal Israel – film TV (1995)
- Clarissa, regia di John Whitesell – film TV (1995)
- Sabrina, vita da strega (Sabrina, The Teenage Witch), regia di Tibor Takács – film TV (1996)
- Sabrina, vita da strega (Sabrina, the Teenage Witch) – serie TV, 163 episodi (1996-2003)
- Onora il padre e la madre (Twisted Desire), regia di Craig R. Bexley – film TV (1996)
- The Right Connections, regia di Chuck Vinson – film TV (1997)
- Persi nell'oceano (Two Came Back), regia di Dick Lowry – film TV (1997)
- Ragazze a Beverly Hills (Clueless) – serie TV, episodio 1x17 (1997)
- Crescere, che fatica! (Boys Meets World) – serie TV, episodio 5x05 (1997)
- You Wish! – serie TV, episodio 1x07 (1997)
- Un angelo poco... custode (Teen Angel) – serie TV, episodio 1x07 (1997)
- Amiche nella verità (Silencing Mary), regia di Craig R. Baxley – film TV (1998)
- Sabrina - Vacanze romane (Sabrina Goes To Rome), regia di Tibor Takács – film TV (1998)
- Love, American Style, regia di Barry Kemp e Robin Schiff – film TV (1999)
- That '70s Show – serie TV, episodio 2x09 (1999)
- Sabrina nell'isola delle sirene (Sabrina Down Under), regia di Kenneth R. Koch – film TV (1999)
- Just Shoot Me! – serie TV, episodio 4x24 (2000)
- Rent Control, regia di David Eric Brenner – film TV (2005)
- Dirtbags, regia di James Widdoes – film TV (2006)
- Un fidanzato per mamma e papà (Holiday in Handcuffs), regia di Ron Underwood – film TV (2007)
- Law & Order - Unità vittime speciali (Law & Order: Special Victims Unit) – serie TV, episodio 9x03 (2007)
- Whispers and Lies, regia di Penelope Buitenhuis – film TV (2008)
- Il mio finto fidanzato (My Fake Fiance), regia di Gil Junger – film TV (2009)
- Melissa & Joey – serie TV, 104 episodi (2010-2015)
- The Mysteries of Laura – serie TV, episodio 1x21 (2015)
- Broadcasting Christmas, regia di Peter Sullivan – film TV (2016)
- Un Natale molto bizzarro (A Very Nutty Christmas), regia di Colin Theys – film TV (2018)
- Ci mancava solo Nick (No Good Nick), regia di Andy Fickman – serie TV, 20 episodi (2019)
- Il Natale di Holly (Christmas Reservations), regia di Deanne Foley – film TV (2019)

### Doppiatrice
- Le avventure di Superman (Superman: The Animated Series) – serie TV, 1 episodio (1998)
- Sabrina (Sabrina, the Animated Series) – serie TV, 65 episodi (1999-2000)
- Batman of the Future: Il ritorno del Joker (Batman Beyond: Return of the Joker), regia di Curt Geda (2000)
- Ricreazione - La scuola è finita (Recess: School's Out), regia di Chuck Sheetz (2001)

### Regista
- Sabrina, vita da strega (Sabrina, the Teenage Witch) – serie TV, 9 episodi (2000-2003)
- Melissa & Joey – serie TV, 6 episodi (2012-2015)
- The Goldbergs – serie TV, 3 episodi (2018-2019)
- Young Sheldon – serie TV, 5 episodi (2020-in corso)

## Doppiatrici italiane
Nelle versioni in italiano delle opere in cui ha recitato, Melissa Joan Hart è stata doppiata da:
- Perla Liberatori in Sabrina, vita da strega, Sabrina nell'isola delle sirene, Sabrina - Vacanze romane (ridoppiaggio), Un natale molto bizzarro, Il Natale di Holly
- Stella Musy in Sabrina - Vacanze romane, Il mio finto fidanzato
- Giò Giò Rapattoni in Un fidanzato per mamma e papà, The Mysteries of Laura
- Claudia Razzi in Melissa & Joey, Ci mancava solo Nick
- Roberta De Roberto in Una telecamera per due
- Laura Latini in Drive Me Crazy
- Monica Ward in God's Not Dead 2
- Renata Bertolas in Clarissa
- Maura Cenciarelli in Il tocco di un angelo
- Barbara De Bortoli in Persi nell'oceano
- Paola Della Pasqua in Amiche nella verità
- Germana Longo in Backflash - Doppio gioco
- Laura Lenghi in Clarissa (ridoppiaggio)
- Anna Tuveri in Drive Me Crazy (ridoppiaggio)

Come doppiatrice è sostituita da:
- Renata Bertolas in Sabrina (Hilda)
- Sonia Mazza in Sabrina (Zelda)